# Гурова, Наталья Владимировна
Наталья Владимировна Гурова (урожд. Коваленко; 14 августа 1976 года, Алма-Ата, Казахская ССР, СССР) — двукратная чемпионка мира по пулевой стрельбе, заслуженный мастер спорта Республики Казахстан.

## Биография
Наталья Коваленко пришла в спорт в 1992 году в возрасте 16 лет. Уже через полгода она выполнила норматив мастера спорта, а через год — нормативы мастера спорта международного класса. В 1994 году была третьей на чемпионате мира среди юниоров в Милане.
В 1998 году завоевала «золото» и установила рекорд мира в стрельбе с 10 м по движущей мишени (376 очков). В 2000 году стала чемпионкой Азии. Через два года завоевала «бронзу» чемпионата мира и серебряную медаль на Азиатских играх.
До 2004 года выступала под девичьей фамилией Коваленко. Выйдя замуж за казахстанского стрелка Андрея Гурова, взяла фамилию мужа и с 2005 года выступает под фамилией Гурова.
В 2005 завоевала «золото» и «серебро» Азиатского первенства в Бангкоке. В 2006 году — «золото» и «серебро» на Азиатских играх.
На чемпионате 2009 года снова «золото» чемпионата мира.